# Shūhei Terada
Shūhei Terada (寺田 周平 Terada Shūhei?,  nacido el 23 de junio de 1975 en Mie) es un exfutbolista japonés que se desempeñaba como defensa.
Terada jugó 6 veces para la selección de fútbol de Japón entre 2008 y 2009.

## Trayectoria

### Clubes
| Club              | País  | Año         |
| ----------------- | ----- | ----------- |
| Kawasaki Frontale | Japón | 1999 - 2010 |

### Selección nacional
| Selección | País  | Año         |
| --------- | ----- | ----------- |
| Absoluta  | Japón | 2008 - 2009 |

## Estadística de equipo nacional
| Selección de Japón | Selección de Japón | Selección de Japón |
| Año                | Part.              | Goles              |
| ------------------ | ------------------ | ------------------ |
| 2008               | 4                  | 0                  |
| 2009               | 2                  | 0                  |
| Total              | 6                  | 0                  |